# Juri Jewgenjewitsch Ljapkin
Juri Jewgenjewitsch Ljapkin (russisch Юрий Евгеньевич Ляпкин; * 21. Januar 1945 in Balaschicha, Russische SFSR) ist ein ehemaliger sowjetisch-russischer Eishockeyspieler, der über viele Jahre in der höchsten sowjetischen Eishockeyliga, der Wysschaja Liga aktiv war und mit der sowjetischen Nationalmannschaft vier Mal Weltmeister und 1976 Olympiasieger wurde.

## Karriere
Während seiner Karriere spielte der Verteidiger bei Spartak Moskau und Chimik Woskressensk. Insgesamt erzielte er 126 Tore in 324 Spielen in der sowjetischen Liga.

### International
Am 6. Dezember 1968 stand er in einem Spiel gegen Kanada zum ersten Mal für die sowjetische Nationalmannschaft auf dem Eis. Seine internationale Karriere wurde mit der Goldmedaille bei den Olympischen Winterspielen 1976 gekrönt. Für die Nationalmannschaft erzielte er 18 Tore in 128 Länderspielen. Am 21. Dezember 1976 bestritt er sein letztes Länderspiel.
1973 wurde er als Verdienter Meister des Sports der UdSSR ausgezeichnet.

### Nach der aktiven Karriere
Von 1992 bis 1998 war er Trainer und Berater der Präfektur Nagano und betreute dabei sowohl Kinder, Jugendliche, als auch Männer- und Frauenmannschaften. Zwischen 1999 und 2002 war Geschäftsführer von Krylja Sowetow Moskau. Seit seiner Rückkehr nach Russland wohnt er in Balaschicha und spielt beim HC Legends, einer Altherrenmannschaft. Zudem arbeitet er als Trainer der Kinder- und Jugendsportschule Olympijez.
Ende Januar 2010 wurde zu Ehren Ljapkins ein Banner mit seiner Trikotnummer 5 unter einem der Bögen der Balaschicha-Arena aufgehängt.

## Erfolge und Auszeichnungen
- 1973 Sowjetischer Vizemeister mit Spartak Moskau
- 1976 Sowjetischer Meister mit Spartak Moskau

### International
| - 1971 Goldmedaille bei der Weltmeisterschaft - 1973 Goldmedaille bei der Weltmeisterschaft - 1974 Goldmedaille bei der Weltmeisterschaft | - 1975 Goldmedaille bei der Weltmeisterschaft - 1976 Goldmedaille bei den Olympischen Winterspielen - 1976 Silbermedaille bei der Weltmeisterschaft |

### Orden und Ehrungen
- 1973 Verdienter Meister des Sports der UdSSR
- 1975 Medaille „Für heldenmütige Arbeit“